# ネロリ

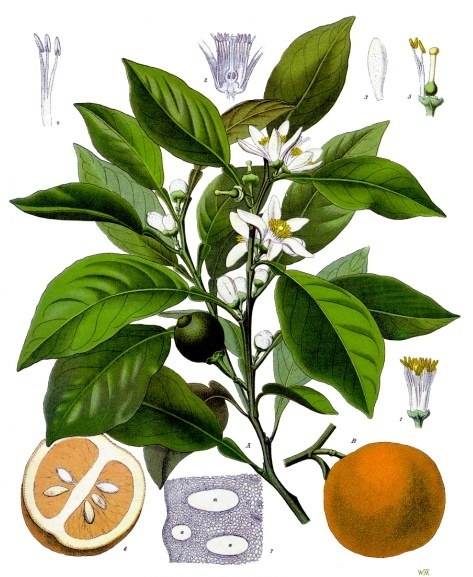
ダイダイの枝葉、花、実

ネロリ（ネロリ油、橙花油、英: Neroli oil）は、ダイダイ（ビターオレンジ）の花から水蒸気蒸留によって得られる精油のことである。
ダイダイの花1キログラムから、約1グラムのネロリが得られる。ネロリは香水、特にオーデコロンに使用される。大部分はイタリア、モロッコ、エジプトで生産される。水蒸気蒸留の副産物としてオレンジフラワー水が得られる。まれにではあるが、他の柑橘類の花の水蒸気蒸留で得られる精油もネロリと称することがあり、特にビターオレンジから得られる精油であることを強調するため、ビターオレンジを意味するフランス語Bigaradeをつけてネロリ・ビガラードと呼ぶ場合もある。
ネロリの主成分は(R)-リナロールで約30-40%を占める。他に(R)-リモネン、(E)-β-オシメン、(S)-(E)-ネロリドール、(R)-酢酸リナリル、(R)-α-テルピネオールなどを含有する。
同じくダイダイの花から溶媒抽出法で抽出した香料もあり、オレンジフラワーアブソリュートと呼ばれネロリと区別される。

## 語源
ネロリの語源には以下のような話が伝えられている。17世紀イタリアのブラッチャーノ公爵夫人（マリー・アンヌ・ド・ラ・トレモイユ、ユルサン夫人の名でも知られる） は夫であるフラヴィオ・オルシーニとともにネーロラのオルシーニ城に住んでいたことからネーロラの公妃と呼ばれていた。当時、ヨーロッパの貴族の間では革手袋の着用が流行していたが、革製品には悪臭があったため、これを精油などで香りをつけてマスキングしていた。マリー・アンヌは手袋のマスキングに、ダイダイの花の精油を愛用していたと言われている。そのため、ネーロラの公妃にちなみ、ダイダイの花の香りでマスキングした手袋は「ネロリの手袋」と呼ばれ、ダイダイの花の精油はネロリと呼ばれるようになったとされる。
革手袋産業が盛んだったフランスのグラースにおいても、ネロリが香料として最初に生産が行われたとされている。これは、後にグラースが香料産業の中心地となっていく端緒となった。